# Авъл Антисций
Авъл Антисций (на латински: Aulus Antistius) e политик на ранната Римска република през втората половина на 5 век пр.н.е.
Произлиза от плебейската фамилия Антисции. Вероятно е брат на Тиберий Антисций (народен трибун през 422 пр.н.е.). Баща или чичо е на Луций Антисций (* 415 пр.н.е.; консулски военен трибун през 379 пр.н.е.).
През 420 пр.н.е. Авъл Антисций e народен трибун. Неговите колеги са Секст Помпилий (Sex. Pompilius) и Марк Канулей (M. Canuleius). През 420 пр.н.е. консулският военен трибун Авъл Семпроний Атрацин манипулира изборите за квестори в полза на патрициянския кандидат и си навлича омразата на народните трибуни. Те подновяват затова от две години спряния процес против неговия братовчед Гай Семпроний Атрацин. Гай е осъден на висока парична глоба.